# یونین سیتی (کالیفرنیا)
یونین سیتی (به انگلیسی: Union City) شهری در شهرستان آلامدا ایالت کالیفرنیا است که در سرشماری سال ۲۰۱۰ میلادی، ۶۹۵۱۶ نفر جمعیت داشته است.